# Femcel
En femcel er en kvinde, der føler sig frustreret på grund af manglende muligheder for et seksuelt forhold. Ordet er dannet analogt til incel (normalt brugt om en mand, der lever i ufrivilligt cølibat og opfatter det som unfair). Incel-begrebet opstod i 1990'erne som et online-fællesskab for enlige, især mænd, og fik et negativt ry, da det blev forbundet med flere voldsepisoder, hvor mænd fra incelmiljøet blev massemordere.
Der findes også onlinemødesteder for femcels, hvor de kan dele deres tanker, typisk anonymt. Femcelkulturen er ifølge en artikel i The Guardian ikke voldspræget som mændene, idet femcels typisk internaliserer problemet og skyder skylden på deres situation på sig selv, f.eks. et uattraktivt udseende.
På andre måder virker femcel-kulturen præget af holdninger, der ifølge forskeren Jilly Kay fra Loughborough University er magen til typiske holdninger hos incel-mænd. Således tilslutter de sig ideen om, at mænd og kvinder er fundamentalt forskellige, og at man ikke som mand eller kvinde bør efterligne det modsatte køns væremåder. Ifølge forskeren Emiliano de Cristofaro fra University of California er femcels kvinder, der vælger konservative og ikkefeministiske strategier, og som udgør et typisk eksempel på, hvordan internettet tiltrækker og former grupper med fælles ideologiske ståsteder. Nettets dynamik gør det muligt for alternative grupper som femcels og incels at udvikle sig til stærke, men ofte polariserede fællesskaber.

## Etymologi
Ordet "femcel" er et engelsk ord, der er dannet af fem(ale) + (in)cel ("kvindelig" + "incel"). "Incel" er i sig selv en engelsk forkortelse af involuntary celibate ("ufrivilligt cølibat").